# イスキア島地震
イスキア島地震（イスキアとうじしん）とは、2017年8月21日にイスキア島（イタリア）で発生した地震。

## 概要
地震は2017年8月21日午後8時57分（日本時間22日午前3時57分）ごろ発生した。この地震による死亡者は2名で、死亡した1名は教会から落下した破片が当たり、もう1名は崩れた建物の下敷きになって死亡した。また、一時最大2600人が避難した。
イスキア島はこれまでも頻繁に地震に襲われており、1883年7月には推定M5.8の地震で2000人余りが犠牲になっていた。（it: Terremoto_di_Casamicciola_del_1883）